# Локуста
Локу́ста (лат. Locusta/Lucusta; казнена в 69 году, Рим, Римская империя) — римская отравительница, предположительно, родом из Галлии. Считается, что её услугами пользовались императоры Калигула и Нерон, а также мать Нерона — Агриппина. Рассказывали, что она постоянно принимала небольшие дозы яда, сделавшись, таким образом, неуязвимой для отравления.

## Общая характеристика отравлений в Риме
Отравления в античном Риме были довольно распространённым видом преступления. Тит Ливий в своей «Истории» рассказывает об эпидемии отравлений в 331 году до н. э. и схваченных по доносу рабыни 100 патрицианках-отравительницах.
Во времена принципата количество убийств посредством отравления выросло до такой степени, что была создана особая коллегия дегустаторов пищи, предоставлявших свои услуги как двору, так и вельможам, патрициям и просто богатым людям, имевшим основания опасаться за свою жизнь. Также в это время возрождается древняя традиция — прежде, чем выпить предлагаемое кем-либо вино, «чокаться», то есть, держа бокалы в руках, слегка ударять их один об другой, так, чтобы вино из одного бокала выплескивалось в другой. Считалось, что отравитель не станет отравлять предлагаемое гостю вино или натирать ядом его бокал, ведь отравленное вино могло попасть в его бокал.
Глубоким знатоком в деле отравления показал себя Калигула. Безумный император лично занимался составлением ядов; он часами смешивал ингредиенты, изобретал и изготавливал новые составы, а затем проверял их на рабах и своих реальных и воображаемых противниках. Известно, что когда в одном из боев был легко ранен гладиатор по прозвищу Голубь, Калигула немедленно испробовал на его открытой ране одну из своих новых смесей, остался доволен результатом и записал новый яд в свой список ядов под названием «голубиный». Сенаторам, подозреваемым в злоумышлениях против него, он отсылал отравленные лакомства.
«До сих пор речь шла о правителе, далее придётся говорить о чудовище» — писал о нём Светоний. После смерти Калигулы остался сундук, доверху набитый ядовитыми веществами, который император Клавдий по одной из версий приказал сжечь вместе с содержимым и прописями Калигулы касательно изготовления и применения ядов. По другой версии, сундук был выброшен в море, после чего к берегу несколько дней прибивало отравленную рыбу.

## Биография
Имя Локусты (Locusta) наиболее популярно из-за свидетельств Корнелия Тацита, хотя в остальных источниках оно зафиксировано как «Лукуста». Схолий к Ювеналу утверждает, будто эта женщина была родом из Галлии, однако он в полной мере не может служить надёжным источником. Точная информация о ранних годах и происхождении Локусты не сохранилась.

### Гибель Клавдия
Неизвестно, принимала ли участие Локуста в императорских забавах, но уже во времена Клавдия её имя было хорошо известно в городе. Судя по всему, она была профессиональной изготовительницей ядов, оказывавшей услуги любому, готовому за них платить.
Считается, что она использовала в своих рецептах вытяжки и настои ядовитых растений — аконита, цикуты. Вполне вероятно, что ей был известен «король ядов» — оксид мышьяка, так как Калигула приказал доставить в Рим огромное количество этого вещества для своих алхимических опытов и, вполне вероятно, пользовался мышьяком также по прямому назначению.
Ходили слухи, что Агриппина прибегла к помощи Локусты в первый раз, пожелав прибрать к рукам наследие мужа — Пассиена Криспа, умершего при довольно темных обстоятельствах; это никогда не было доказано, и первое документально подтвержденное убийство, совершенное с её помощью — отравление Клавдия.
Античные авторы несколько расходятся в деталях, однако все согласны в том, что яд был примешан к блюду из белых грибов — особенно любимому императором лакомству. Агриппине нужно было спешить. Её сын от первого брака Нерон, от лица которого Агриппина собиралась править после смерти мужа, мог в любой момент потерять право на престол. Как видно, юноша, привыкший к тому, что любое его желание немедля исполняется, превысил меру, и Клавдий постепенно охладел к нему и раскаялся в том, что, поддавшись уговорам жены, усыновил Нерона и женил его на своей дочери Октавии. Светоний рассказывает, что Клавдий составил новое завещание в пользу своего родного сына Британника и на упрёки Агриппины отвечал, что «римскому народу нужен настоящий Цезарь».
Локуста приготовила по приказу императрицы быстродействующий яд, однако у Клавдия началась рвота; испугавшись, что ему удастся избежать смерти, участвовавший в заговоре врач Клавдия, грек по имени Ксенофонт, ввёл ему в горло отравленное перо.
Факт убийства не скрывался. Нерон прилюдно отказывался есть белые грибы, называя их «пищей богов» (после смерти Клавдий был обожествлён). На это же событие откликнулся Ювенал:

Право же, менее вредным был гриб Агриппины, который
Сердце прижал одному старику лишь и дал опуститься
Дряхлой его голове, покидавшей землю для неба,
Дал опуститься рту со стекавшей длинной слюною.
Зелье такое взывает к огню и железу и мучит,
Зелье терзает сенаторов кровь и всадников жилы:
Вот чего стоит отродье кобылы да женщина-ведьма!— Ювенал. Сатиры, 6

### Локуста и Нерон
Став полновластным императором, Нерон также не преминул обратиться к услугам профессиональной отравительницы. На сей раз жертвой стал его сводный брат Британник — как возможный соперник и постоянная угроза новому императору, чья власть была ещё не прочна. Косвенно в этом была виновата Агриппина. Так как сын отнюдь не желал править по её указке, жестоко обманувшаяся в своих надеждах императрица попыталась противопоставить ему Британника — законного претендента на трон. От своих соглядатаев Нерон тут же узнал об этом, и судьба его сводного брата была решена.
Первая попытка отравления Британника сорвалась — Локуста, видимо, не желая рисковать, приготовила недостаточно сильный или медленно действующий яд, и юноша отделался расстройством желудка. Светоний рассказывает, что узнав об этом, Нерон пришёл в исступление и избил женщину, крича, что она дала Британнику не яд, а лекарство.
Локуста оправдывалась тем, что уменьшила дозу, пытаясь таким образом замести следы (во все времена отравители предпочитали мгновенной смерти отравленного постепенное угасание, которое можно было легко выдать за болезнь), на что Нерон, воскликнув: «Неужели я убоюсь Юлиева закона!» приказал тут же, у него на глазах сварить сильнейший яд, Локуста повиновалась. Готовую смесь испробовали на козле, который умер спустя пять часов, после чего её перекипятили и дали поросенку — он умер на месте.
О дальнейшем повествует Тацит:

«Ещё безвредное, но недостаточно остуженное и уже отведанное рабом питье передается Британику; отвергнутое им как чрезмерно горячее, оно разбавляется холодной водой с разведённым в ней ядом, который мгновенно проник во все его члены, так что у него разом пресеклись голос и дыхание. Сидевших вокруг него охватывает страх, и те, кто ни о чём не догадывался, в смятении разбегаются, тогда как более проницательные замирают, словно пригвождённые к своему месту, и вперяют взоры в Нерона. А он, не изменив положения тела, всё так же полулёжа и как бы ни о чём не догадываясь, говорит, что это дело обычное, так как Британик с раннего детства подвержен падучей, и что понемногу к нему возвратится зрение и он придёт в чувство. Но в чертах Агриппины мелькнул такой испуг и такое душевное потрясение, несмотря на её старание справиться с ними, что было очевидно, что для неё, как и для сестры Британика Октавии, случившееся было неожиданностью… Итак, после недолгого молчания возобновилось застольное оживление.

Одна и та же ночь видела умерщвление и погребальный костер Британика… его погребли все-таки на Марсовом поле при столь бурном ливне, что народ увидел в нём проявление гнева богов…» — Тацит, «Анналы», глава  XIII, 16-17)
За это преступление Локусте было даровано помилование, ей подарили богатое имение и даже назначили учеников.

### Последние годы
Предчувствуя скорый конец, Нерон приказал Локусте изготовить для него мгновенно действующий яд, что было исполнено. Но, убегая из Рима впопыхах и спасаясь от преследовавших его преторианцев, он оставил яд во дворце. Дальнейшее известно — с помощью вольноотпущенника Нерон вонзил меч себе в горло и умер, прошептав только: «Вот она, верность». Эти слова относились к командиру преторианской гвардии, в последний момент сумевшему его настигнуть.
Лишившись защиты и милости императора, Локуста старалась жить как можно скромнее, чтобы ничем не привлекать к себе внимания. Но было уже поздно, репутация профессиональной отравительницы, страх и ненависть, которую питали к ней римляне, подвели её к концу.
После самоубийства Нерона Локуста была приговорена к смерти императором Гальбой во время его короткого правления, которое закончилось 15 января 69 года. Вместе с фаворитами Нерона — Геллием, Патробием, Нарциссом и другими её провели в цепях по городу и казнили.

## Образ в искусстве
- 1844 - в романе Александра Дюма "Граф Монте-Кристо" 101 глава озаглавлена "Локуста". В ней героиня мадам де Вильфор сравнивается с Локустой.
- 1908 - Локуста является одной из героинь в немом фильме «История цивилизации» режиссёра Жоржа Мельеса. Фильм считается утраченным[4].
- 1911 - немой короткий фильм "Дети Локусты" (Les fils de Locuste).
- 1965 - Локуста (актриса Энн Титрард) появляется в 12 серии "Римляне" сериала "Доктора Кто".
- Музыкальная группа "Macabre" включила песню "Локуста" в свой альбом "Grim Scary Tales" 2011 года. В песне она называется первой в мире серийной убийцей, которую наняла Агриппина, чтобы отравить Клавдия и Британника. Песня кончается художественным вымыслом, что Локусту в Большом цирке бросают животным на растерзание.
- В мобильной ролевой игре "Fate/Grand Order" Локуста представлена как играбельная Слуга в классе Ассасин, добавленная в апреле 2023 года.